# ウズベキスタン外務省
ウズベキスタン外務省 (ウズベキスタンがいむしょう、英語: Ministry of Foreign Affairs of Uzbekistan、ウズベク語: O'zbekiston Respublikasi Tashqi Ishlari Vazirligi / Ўзбекистон Республикаси Ташқи ишлар вазирлиги) はウズベキスタンの国際関係に関する任務を遂行する省庁である。

## 歴史と機能
ウズベキスタン外務省はウズベキスタン大統領法令第769条例とウズベキスタン内閣の議決により1994年2月25日に正式に設立された。
ウズベキスタン外務省は内閣、そしてウズベキスタン政府の行政機関として機能しており、ウズベキスタン共和国憲法と国際法に基づいてウズベキスタン共和国の外交政策を実行に移す責任を負っている。 
外務省の活動はウズベキスタン共和国大統領により直接監督される。

## 省内構造
外務大臣をトップに、外務省はいくつかの部門に分かれている。
- 欧州部
- アメリカ合衆国・アメリカ大陸部
- 国際連合・国際機関部
- 法務部
- 中近東部
- アジア・太平洋部
- CIS諸国・ロシア部
- CIS・CSTO・SCO構造部
- 国家議定書部
- 人事・教育機関部
- 外交政策分析戦略部
- 通信・コンピュータ・システム・インターネット部
- 領事部
- 財務部
- 会計部
- 報道官・報道機関部
- 行政事務部[2]

## 歴代外務大臣
- サディク・サファエフ (1993年2月 - 1994年2月)
- アブドゥルアズィーズ・カミロフ (1994年2月25日 - 2003年3月14日)[3]
- サディク・サファエフ (2003年3月14日 - 2005年2月4日)
- エリョール・ガニエフ (2005年2月4日 - 2006年7月12日)
- ウラジーミル・ノロフ (2006年7月12日 - 2010年12月28日)
- エリョール・ガニエフ (2010年12月28日 - 2012年1月13日)
- アブドゥルアズィーズ・カミロフ (2012年1月13日 - 2022年9月9日)
- ウラジーミル・ノロフ (2022年9月9日 - 12月30日)
- バフティヤール・サイドフ（ウズベク語版） (2023年4月25日 - 現在)